# Canton de Nérondes
Le canton de Nérondes est une ancienne division administrative française située dans le département du Cher.

## Géographie
Ce canton était organisé autour de Nérondes dans l'arrondissement de Saint-Amand-Montrond. Son altitude variait de 169 m (Charly) à 270 m (Croisy) pour une altitude moyenne de 205 m.

## Représentation

### Conseillers généraux de 1833 à 2015
| Période                                  | Période      | Identité                                                     | Étiquette               | Qualité |
| ---------------------------------------- | ------------ | ------------------------------------------------------------ | ----------------------- | --- |
| 1833                                     | 1842         | Augustin François Jacques Massé (1782-1857)                  |                         | Notaire, propriétaire, maire de Nérondes                                                                                |
| 1842                                     | 1852         | Simon Lebrun                                                 |                         | Avocat à Bourges |
| 1852                                     | 1871         | Comte Louis de Montsaulnin                                   |                         | Maire du Chautay |
| 1871                                     | 1910 (décès) | Comte François-Charles de Montsaulnin (fils du précédent)    | Monarchiste             | Ancien capitaine des mobiles du Cher Propriétaire du château de Fontenay, à Tendron Député (1889-1893) Maire de Tendron |
| 1910                                     | 1913         | Hippolyte Mauger                                             | Socialiste              | Tanneur-corryeur Député (1910-1919) Sénateur (1920-1939)                                                                |
| 1913                                     | 1919         | Célestin Perceau                                             | Rad                     | Médecin à Nérondes |
| 1919                                     | 1937         | Hervé Eugène Auguste Marie Guillaume de Gourcuff (1872-1952) | Indépendant             | Ancien lieutenant de dragons Administrateur de sociétés, Maire de Tendron                                               |
| 1937                                     | 1940         | Comte Gaston André de Contades (1866-1953)                   | Républicain indépendant | Maire de Blet (1918-1944) Nommé conseiller départemental en 1943                                                        |
|                                          |              |                                                              |                         | |
| 1945                                     | 1961         | Émilienne Leclerc                                            | Rad                     | Institutrice, Nérondes                                                                                                  |
| 1961                                     | 1973 (décès) | Robert Michel Girault (1899-1973)                            | CNIP                    | Négociant, maire de Charly                                                                                              |
| 1973                                     | 1985         | Michel Bibanow                                               | PS                      | Médecin Maire de Blet (1965-2009)                                                                                       |
| 1985                                     | 2004         | Serge Bousquiel                                              | UDF                     | Directeur-économe de maison de retraite Maire de Nérondes                                                               |
| 2004                                     | 2009 (décès) | Michel Bibanow                                               | PS                      | Maire de Blet |
| 2009                                     | 2015         | Robert Belleret                                              | PS                      | Retraité Maire d'Ourouer-les-Bourdelins                                                                                 |
| Les données manquantes sont à compléter. |              |                                                              |                         | |

### Conseillers d'arrondissement (de 1833 à 1940)
| Période                                  | Période      | Identité                                                 | Étiquette           | Qualité |
| ---------------------------------------- | ------------ | -------------------------------------------------------- | ------------------- | --- |
| 1833                                     | 1848 (décès) | Hippolyte Massé                                          |                     | Propriétaire à Nérondes                                                                                     |
| 1848                                     |              | Louis Auguste Aristide Lapeyre de Lamercerie (1810-1875) |                     | Juge suppléant, propriétaire à Nérondes                                                                     |
|                                          |              |                                                          |                     | |
| 1871                                     |              | Joseph-Félix Cacadier                                    |                     | Maire de Lugny-Bourbonnais                                                                                  |
|                                          |              |                                                          |                     | |
|                                          | 1885 (décès) | Jacques Méténier (1826-1885)                             |                     | Docteur en médecine à Nérondes                                                                              |
| Août 1885                                | 1892         | Pierre Berthon                                           | Républicain         | Négociant à Nérondes                                                                                        |
| 1892                                     | 1898         | Félix-Alexandre Chenu                                    | Républicain libéral | Maire de Charly                                                                                             |
| 1898                                     | 1910         | Alexandre Girault                                        | Radical             | Maire d'Ourouer-les-Bourdelins                                                                              |
| 1910                                     | 1925 (décès) | François Perriot (?-1925)                                | SFIO puis Radical   | Maire de Nérondes                                                                                           |
| 1925                                     | 1940         | Alexandre Buteau                                         | RG                  | Distillateur à Ourouer-les-Bourdelins                                                                       |
| 1940                                     |              |                                                          |                     | Les conseils d'arrondissement ont été suspendus par la loi du 12 octobre 1940 et n'ont jamais été réactivés |
| Les données manquantes sont à compléter. |              |                                                          |                     | |

## Composition
Le canton de Nérondes regroupe treize communes et comptait 4 748 habitants (recensement de 1999 sans doubles comptes).
| Communes                  | Population (2012) | Code postal | Code Insee |
| ------------------------- | ----------------- | ----------- | ---------- |
| Blet                      | 617               | 18350       | 18031      |
| Charly                    | 257               | 18350       | 18054      |
| Cornusse                  | 291               | 18350       | 18072      |
| Croisy                    | 130               | 18350       | 18080      |
| Flavigny                  | 184               | 18350       | 18095      |
| Ignol                     | 178               | 18350       | 18113      |
| Lugny-Bourbonnais         | 27                | 18350       | 18131      |
| Menetou-Couture           | 316               | 18320       | 18143      |
| Mornay-Berry              | 163               | 18350       | 18154      |
| Nérondes                  | 1 618             | 18350       | 18160      |
| Ourouer-les-Bourdelins    | 667               | 18350       | 18175      |
| Saint-Hilaire-de-Gondilly | 190               | 18320       | 18215      |
| Tendron                   | 110               | 18350       | 18260      |

## Démographie
| 1962  | 1968  | 1975  | 1982  | 1990  | 1999  | 2006  | 2011  | 2012  |
| ----- | ----- | ----- | ----- | ----- | ----- | ----- | ----- | ----- |
| 5 991 | 5 491 | 4 975 | 4 809 | 4 753 | 4 748 | 4 689 | 4 815 | 4 829 |